# 7176 Kuniji
7176 Kuniji è un asteroide della fascia principale. Scoperto nel 1989, presenta un'orbita caratterizzata da un semiasse maggiore pari a 2,7610580 au e da un'eccentricità di 0,1369332, inclinata di 7,93514° rispetto all'eclittica.
L'asteroide è dedicato all'astronomo giapponese Kuniji Saito.